# 土塔森林公園

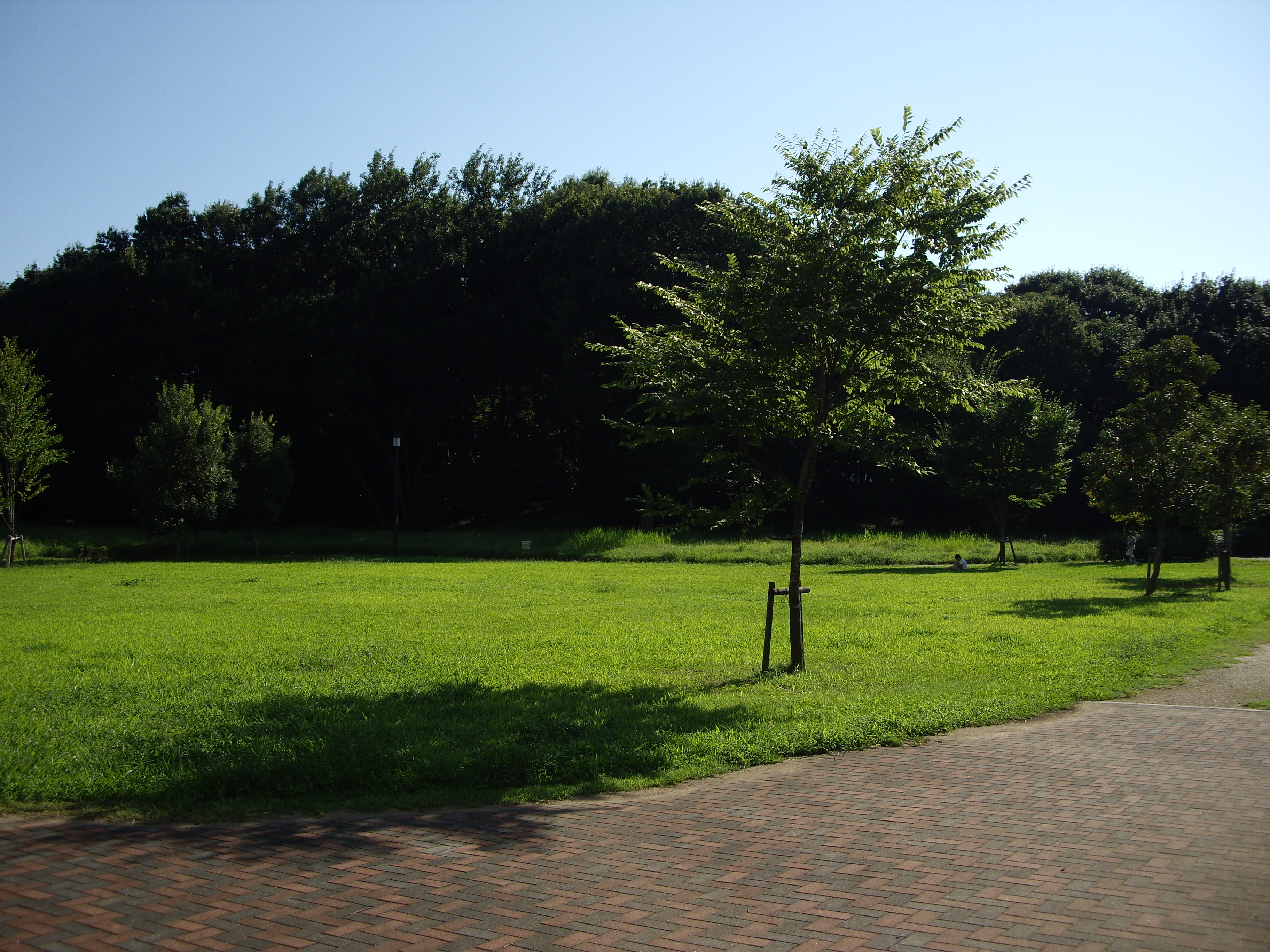
東入口・手前の芝生広場は中央黒内公園

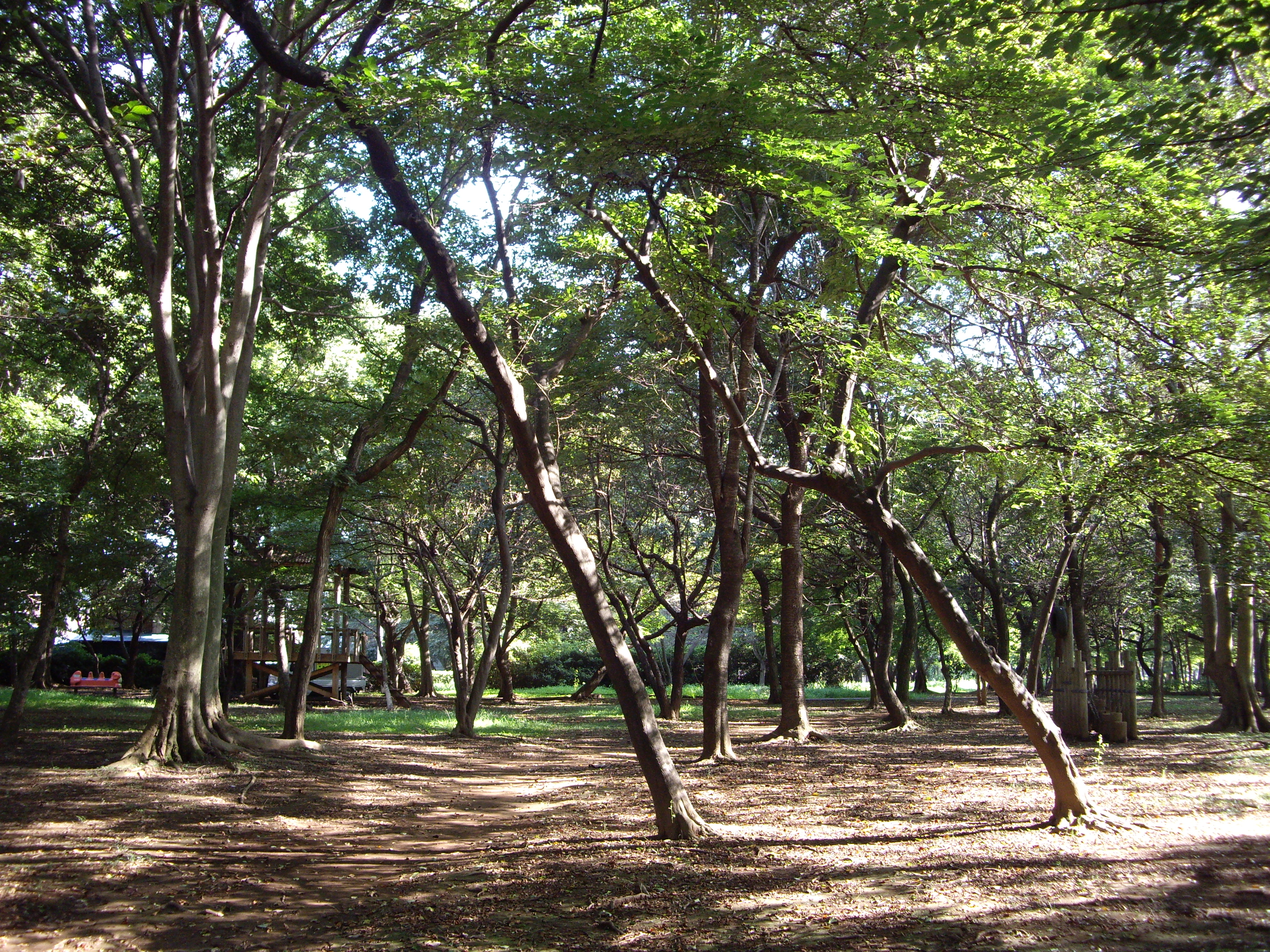
土塔森林公園

土塔森林公園（どとうしんりんこうえん）は、茨城県守谷市百合ケ丘二丁目にある森林公園である。面積は24,676m2。
公園東側に芝生広場があるが、該当部分は中央一丁目に所在する中央黒内公園となっている。

## 概要
森林公園の名の通り、森に囲まれた公園である。駅と国道がすぐ近くにありながらも広大な森林公園として森が残されている。守谷市立黒内小学校、守谷中央公民館が隣接する。